# زنان عاشق
زنان عاشق (به انگلیسی: Women in Love) نام کتابی‌ست نوشتهٔ دیوید هربرت لارنس نویسندهٔ انگلیسی، که اولین بار در سال ۱۹۲۰ منتشر شد. این کتاب دنبالهٔ کتاب قبلی نویسنده رنگین‌کمان است و زندگی و ماجراهای عاشقانهٔ خواهران برنگون، گوردون و اورسولا، را دنبال می‌کند.
زنان عاشق، همانند سایر آثار لارنس، به دلیل محتوای جنسی‌اش در زمان خود بسیار بحث‌برانگیز بود.